# Orfeu e Eurídice (lenda)

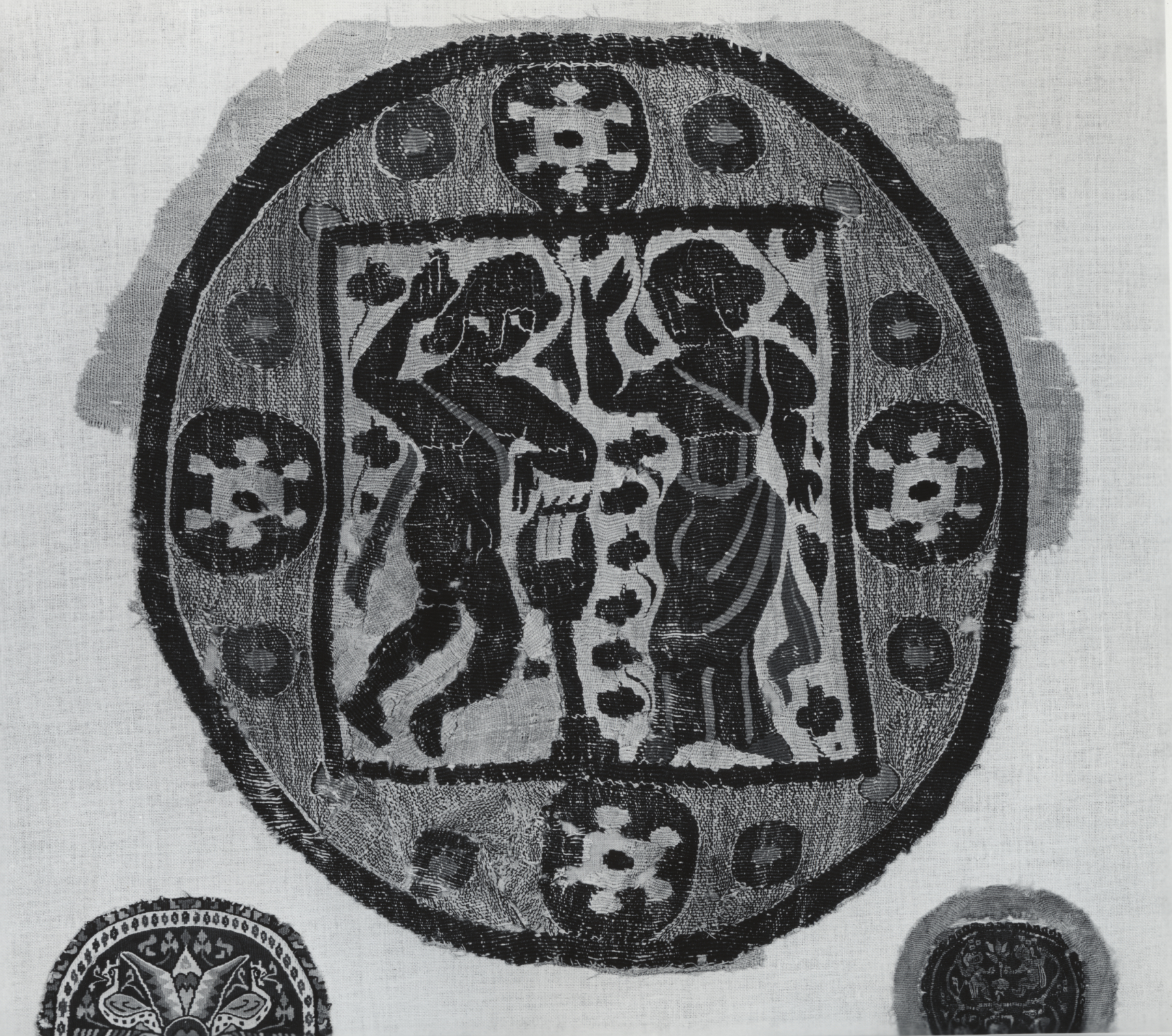
Rondel de tapeçaria egípcia com Orfeu e Eurídice, séculos V-VI d.C.

A antiga lenda de Orfeu e Eurídice (em grego:  Ὀρφεύς, Εὐρυδίκη, Orpheus, Eurydikē) diz respeito ao amor fatídico de Orfeu da Trácia pela bela Eurídice. Orfeu era filho de Eagro e da musa Calíope. Pode ser uma adição tardia aos mitos de Orfeu, já que o último título de culto sugere aqueles ligados a Perséfone. O assunto da catábase de Orfeu para resgatar sua esposa está entre os mais frequentemente recontados de todos os mitos gregos, aparecendo em inúmeras obras de literatura, óperas, balés, pinturas, peças de teatro, musicais e, mais recentemente, em filmes e videogames.
Essa história também serve de exemplar ao nomear um motivo folclórico de jornada ao mundo dos mortos para buscar uma pessoa amada, recorrente em várias culturas, em maior número nas tradições do indígenas norte-americanos. Assim, convencionalmente o tipo de conto é referido como "tradição de Orfeu" ou "motivo de Orfeu", em que um homem (raras vezes uma mulher) vai ao mundo dos mortos para resgatar sua esposa ou uma parente próxima, sob algumas condições que não devem ser quebradas para que a busca seja bem sucedida. Na maioria dos casos, ele falha.

## Versões
O mito era contado por volta do período arcaico grego e as primeiras referências se referem a Orfeu e sua esposa, sem nome. No século III a.C., ela foi chamada de Agríope ("Olhos Selvagens") Trácia por Hermesíanax, que afirma que Orfeu teve sucesso em trazer de volta sua esposa do Hades. A mais antiga citação ao nome "Eurídice" foi feita no poema pastoral Lamento a Bíon, por Pseudo-Mosco (150 a.C.), que também diz que Orfeu conseguiu resgatá-la. O nome Eurídice ("Ampla Lei") poderia estar na verdade sugerindo um epíteto de Perséfone, rainha do submundo e da vegetação. Especula-se que isso poderia estar conectado originalmente a algum ritual "xamanístico" de catábase, e o mito de Orfeu poderia parecer originalmente intrigante aos gregos devido à sua ênfase na não violência e na restauração da vida.

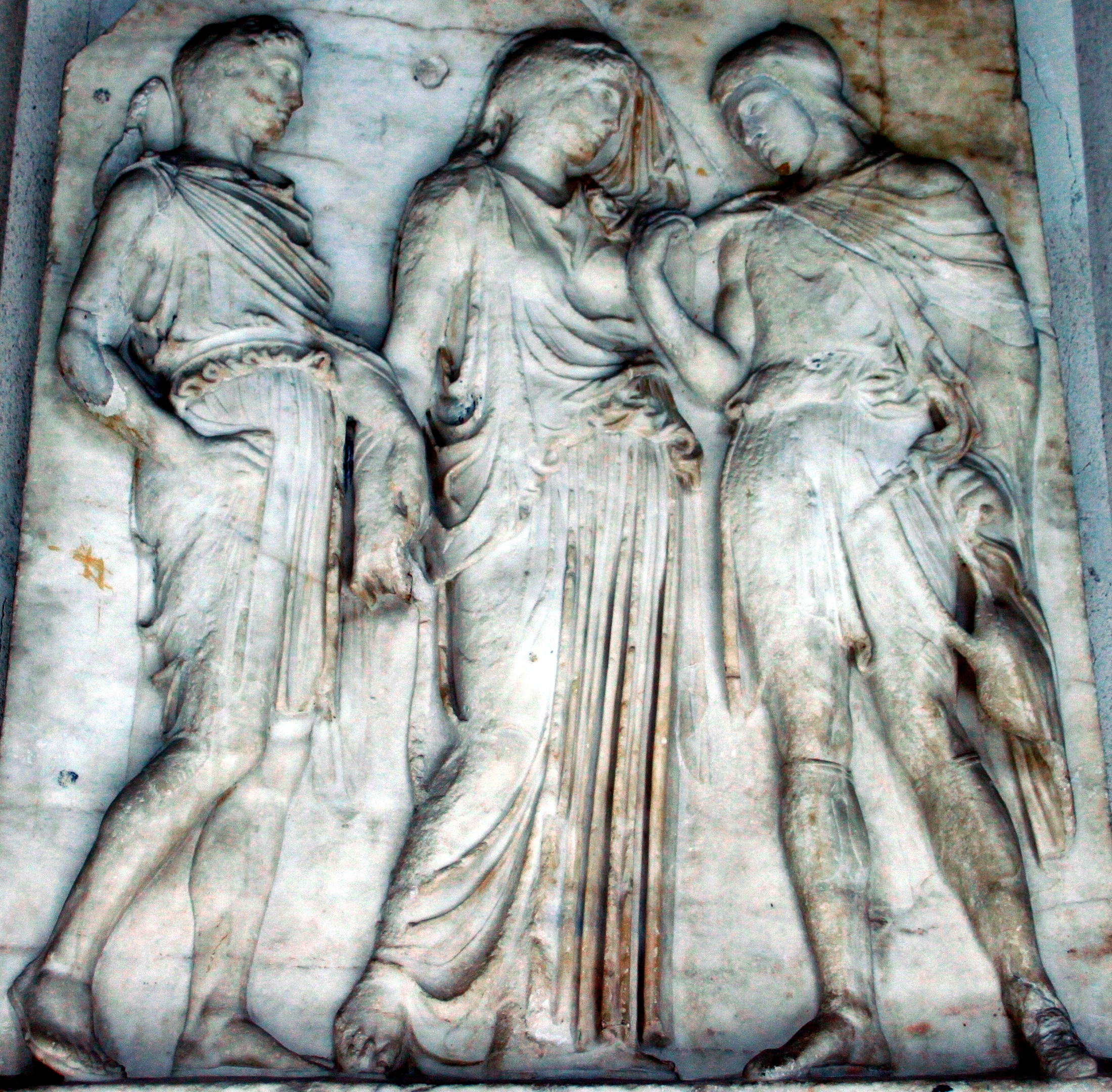
Uma das cópias romanas do relevo Hermes, Eurídice e Orfeu, provavelmente baseadas em um monumento público ateniense do século V a.C.

O Alceste (século V a.C.) de Eurípides supõe a familiaridade do público com o mito, em que o marido de Alceste, Admeto, afirma que, tivera ele "os lábios de Orfeu e sua melodia", traria de volta sua esposa dos mortos. Os órficos, surgindo no sul da Itália por volta do século V a.C., disseminaram poemas sobre a catábase de Orfeu, possivelmente baseando-se sobre a busca de sua esposa, segundo Jan Bremmer.
Isócrates (século IV a.C.) e Diodoro Sículo (século I a.C.) implicitamente sugerem um resgate bem sucedido.
Outros escritores antigos trataram a visita de Orfeu ao submundo de forma mais negativa. De acordo com Fedro no Banquete de Platão, as divindades infernais apenas "apresentaram a ele uma aparição" de Eurídice. A representação de Orfeu feita por Platão é, na verdade, a de um covarde; em vez de escolher morrer para estar com seu amor, ele zombou das divindades na tentativa de visitar Hades, para recuperá-la viva. Como seu amor não era "verdadeiro"—o que significa que ele não estava disposto a morrer por isso—ele foi punido pelas divindades, primeiro dando-lhe apenas a aparição de sua ex-esposa no submundo e depois fazendo com que ele fosse morto por mulheres.
Representações de Orfeu com Eurídice são raras na antiguidade. Há vasos do sul da Itália do século IV a.C. que foram identificados como representando Eurídice com o músico. Um relevo do século V a.C. denominado Orfeu, Eurídice e Hermes costumou ser interpretado como indicando o momento de separação entre o casal, em que Orfeu olha à face de sua esposa. Porém não há indicativos disso, pois essa versão de proibição do olhar aparece apenas posteriormente em Virgílio. A maioria dos estudiosos consideram que essa cena representa, portanto, apenas o instante de uma simples saída do Hades, em que Hermes estaria na função de escolta, como psicopompo. Maurice Bowra considera que o relevo representaria uma versão do mito em que fora permitido um curto retorno de Eurídice à vida. Já Owen Lee afirma que na versão do escultor, não teria sido permitido o retorno de Eurídice à Terra e que as figuras permanecem no Hades.
Os romanos teriam herdado uma versão mais empobrecida do mito, a qual porém foi bastante influente em sua remodelação, tornando Orfeu um modelo programático aos poetas da Era de Augusto. Na versão clássica da lenda de Virgílio, ela completa suas Geórgicas, um poema sobre o tema da agricultura. Aqui foi introduzido pela primeira vez o nome de Aristeu, ou Aristaios, o guardião das abelhas, e a trágica conclusão. É nessa versão que se introduz, pela primeira vez de que se tem conhecimento, a afirmação de que o olhar de Orfeu levou à perda de sua esposa. Segundo Sérvio, Virgílio incluiu esse conto apenas na segunda edição das Geórgicas, em substituição a uma seção original em homenagem ao seu amigo Galo, que era prefeito do Egito e havia cometido suicídio forçado após perder favor com Augusto. A aventura de Orfeu pode ter sido uma escolha que aludia a seu amigo falecido e à convicção de Galo de que o amor apaixonado era central à vida.
O mitógrafo Cônon, contemporâneo de Virgílio, não necessariamente se baseando na narrativa das Geórgicas, relata que Orfeu perdeu sua esposa porque "ele se esqueceu dos comandos sobre ela". Em Culex, uma obra de autoria que fora tradicionalmente atribuída a Virgílio, o que porém é atualmente questionado, afirma-se que Orfeu perdeu-a devido a "solicitar caros beijos" (oscula cara petens), o que deixa implícita uma proibição quanto ao toque, e não à visão dela.
A versão do mito de Ovídio, em suas Metamorfoses, foi publicada algumas décadas depois e emprega ênfase e propósito poético diferentes. Relata que a morte de Eurídice não foi causada pela fuga de Aristeu, mas por dançar com náiades no dia do seu casamento.
Na Biblioteca de Pseudo-Apolodoro Eurídice é simplesmente mordida por uma cobra antes de morrer e Orfeu vai ao Hades para resgatá-la.
Segundo Bowra, essas variações do primeiro século sugerem uma fonte comum, postulada como sendo um poema helenístico perdido, talvez não anterior ao século I a.C. Bremmer afirma que é provável uma fonte do final do século III a.C. ou início do século II sobre mitologia que poderia ter introduzido o nome "Eurídice", bastante associado à Trácia ou Macedônia. Havia um tabu bastante difundido como um folclore mágico e motivo narrativo na Antiguidade sobre a proibição de se olhar para trás, que também é encontrada nas Argonáuticas, na história da mulher de Ló e em antigas instruções de magia e purificação religiosa; bem como a proibição de se olhar para espíritos dos mortos ou entidades do submundo. Virgílio fez uma adaptação desses tabus à sua narrativa.
Na narrativa mística da Argonáutica Órfica (século II-III), Orfeu afirma que conheceu as coisas de além da morte quando trilhou os escuros caminhos do Hades: "por amor à minha esposa".

## Folclorística
Nos estudos folclóricos, há várias histórias frequentemente referidas como parte da chamada "tradição de Orfeu". O tipo do conto de Orfeu e Eurídice é considerado um motivo no Motif-Index of Folk-Literature, sob a classificação F81.1 ("Orfeu"). Enquadra-se dentro do tema geral de jornada ao subterrâneo em resgate de uma pessoa falecida. Houve transferência do mito de Orfeu ao folclore europeu posterior, perdendo alguns detalhes ou se transformando, como a mudança da jornada ao mundo das fadas ao invés de ao mundo dos mortos. É um tema muito frequente na mitologia de povos indígenas da América do Norte.
George E. Lankford considera-o um dos principais veículos míticos que difundem noções sobre o que a alma encontraria em jornada após a morte, o outro deles sendo o motivo da "Jornada ao Céu". Os principais estudos do tipo "Orfeu" são os de Anna H. Gayton (1935) e Åke Hultkrantz (1956). Ambos autores tiveram dificuldade em distinguir esses dois motivos, que podem estar presentes emaranhados na mesma cultura, em muitos casos a única diferença que permite identificar o tipo "Orfeu" sendo a quebra do tabu. Gayton diz que a busca da esposa celeste em essência não é relacionada ao tipo "Orfeu". Há, porém, possibilidades de hibridizações, como entre os motivos de "Donzela-Cisne", "Orfeu", "Abdução" e "Perda da esposa por quebrar tabu".
Talvez o exemplo mais antigo registrado do motivo F81.1 é o mito da Descida de Inana ao Submundo para resgatar seu consorte, Dumuzi, em que, ao final, não se consegue mantê-lo totalmente no mundo dos vivos.
Gayton define treze elementos principais que estão presentes nos contos do tipo "Orfeu", incluindo o de que o resgate da pessoa falecida depende de condições e tabus como manter a continência, ou não abrir um recipiente onde a alma está guardada, ou não olhar para a pessoa; geralmente nessas histórias, as condições não são cumpridas. Ela aponta que, na América do Norte, são menos frequentes os contos de uma visita ao mundo dos mortos que não tenha uma motivação conforme o tipo de Orfeu, e que mesmo esses se relacionam ao motivo "Orfeu" mais popular. Núcleos dos contos do tipo "Orfeu" têm um vasto intercâmbio entre as tradições indígenas norte americanas e aparecem em bricolagem com outras histórias mais locais. Ela e outros folcloristas como Boas e Stith Thompson consideram mais provável que esses contos sejam de fato nativos, alguns tendo sido registrados antes de qualquer influência europeia.

Eles se concentram principalmente no Leste e Oeste Americano, mas não é muito corrente nas planícies ocidentais, aparecendo lá entre os navajos e zunhis. Dentre os povos que possuem histórias da tradição de Orfeu registradas, incluem-se os tlingites, kwakiutl, nutkas, blackfoot, chinuques, paiutes do norte, shastas, yokuts, gabrielinos, shoshones, pawnees, wichitas, tawakonis, menominis, winnebago, yuchis, shawnees, cherokees, hurões, senecas, montagnais, malecites, micmac, alibamus. Na versão do conto dos gabrielinos, o final da história é o seguinte:
"Chegando à terra dos mortos, o homem e seu cheiro terrestre são objeto de comentários desfavoráveis dos espíritos, que ele não consegue ver. Ele recebe quatro testes, que ele realiza com tanto sucesso que os espíritos concordam em deixá-lo levar sua esposa de volta. O casal deve permanecer continente por três dias. Na viagem de volta, a mulher aparece pela primeira vez como um espectro, no segundo dia ela é claramente visível, no terceiro dia completamente normal. Incapaz de resistir à tentação, o homem abraça sua esposa apenas para encontrar um tronco podre em seus braços. Ele vagueia tristemente pelo resto de sua vida."
Um outro notório paralelo é o registro "Coiote e o Povo Sombra" dos nez-percés, em que o Coiote é guiado por um espírito após o falecimento de sua esposa e deve seguir suas instruções para adentrar o mundo dos mortos. Ele lá passa a enxergar sua esposa e pode iniciar a sua jornada de volta com ela, sob a condição de que não deve tocar nela. Porém, ele quebra esse comando: "Pare! Pare, Coiote! Não me toque!", ela diz, enquanto seu corpo se desvanece e ela retorna ao mundo das sombras.
Há estudiosos que defenderam o surgimento independente do motivo entre os nativos americanos, como Hartley Burr Alexander, que aponta a uma universalidade da natureza humana e de experiências psicológicas do luto como suficientemente explicativa; Mircea Eliade, que considera não haver evidência de uma transmissão transberingiana, visto que a tradição de Orfeu não se encontra presente no folclore de esquimós; e Gudmund Hatt, que conclui negativamente quanto a uma possível migração transpolinésia do conto. Apenas Marius Barbeau propôs uma hipótese difusionista, com uma origem desconhecida. Åke Hultkrantz, por sua vez, conclui que as evidências se somam a favor da difusão do motivo na América a partir da Ásia.
Na Ásia, é muito presente o tema de descida ao submundo para resgatar uma pessoa falecida, porém muitas vezes elas são apenas tangenciais ao motivo de Orfeu propriamente dito. Na Índia, um exemplo disso é a história de Savitri no Maabárata, que resgata o seu marido do mundo dos mortos. Há também alguns contos aparecem no folclore chinês relatados por Wolfram Eberhard, que Hultkrantz considera legitimamente como sendo do motivo de Orfeu. Também no folclore japonês e maori, aparece como parte do mito de criação primordial e suas versões são semelhantes. No mito japonês, Izanagi busca trazer sua esposa Izanami de volta do mundo dos mortos; ela faz um acordo com as divindades do submundo, que estabelecem a condição de que Izanagi não poderia olhar para ela. Impaciente, ele acende uma tocha e a vê com aparência de corpo em decomposição, falhando em resgatá-la. A tradição de Orfeu é também bastante presente na Melanésia e Polinésia. Stith Thompson também indica que há registros na Groenlândia, África e Suriname.
Uma hipótese proposta por Hultkrantz, que explicaria a origem e uniria a difusão da tradição mediterrânea/próximo-oriental e da oceânica-norte-americana, é a de que o motivo teria originalmente surgido de uma cultura caçadora, em que a história se adaptou pelo seu estrato xamanístico―ela ocorre ainda em culturas puramente caçadoras da Sibéria e América do Norte. Na Eurásia, pode ter se fundido a mitos de fertilidade, espalhando-se sob essa versão distorcida à mitologia do Oriente Próximo, Ásia e Oceania; mas nas regiões mais marginais da Sibéria e Polinésia, a história do tipo "Orfeu" manteve-se inalterada sem essa fusão, o que indica que se formou talvez uma corrente contínua do conto, que percorreu da tundra às ilhas, até, hipoteticamente, uma cultura invasora ter separado as culturas paleoasiáticas e paleomelanésias.
Já em relação ao mito grego, Fritz Graf tende a aceitar que o conto grego teria surgido dessa tradição folclórica, mas Jan Bremmer duvida do difusionismo, visto que não há um número de histórias relacionadas em corrente entre a Grécia e o Pacífico. Ele pensa que, no caso, o mito grego é mais dependente de contextos locais e históricos sobre a proeza humana e da música no controle dos reinos da natureza e sobre a catábase, somando-se a isso motivações contingentes que inseriram na história a busca da esposa falecida. Ele sugere a possibilidade de os pitagóricos, que promoviam o casamento e monogamia estrita, terem elaborado esses aspectos sobre uma versão anterior do mito de Orfeu.
Gayton considera que o motivo oferece satisfação psicológica e emocional ao responder a inquietações sobre o pós-morte, oferecendo conteúdo a perguntas de como é o submundo, com um informante que lá teria visitado e testemunhado e uma resposta à dificuldade do intercâmbio entre os vivos e os mortos. A difusão e manutenção cultural das variantes do mito de Orfeu entre as tradições pode ser decorrente da motivação humana em realizar o desejo de trazer de volta a pessoa amada do mundo dos mortos; mas ela não parece explicar a reinvenção do conto, que não é frequente. Não há nenhum registro do tipo "Orfeu" na América do Sul, por exemplo. Hultkrantz defende que a disseminação e perpetuação na América do Norte foi devido à característica religiosa distinta dos indígenas norte-americanos, do que chama de um "xamanismo democratizado". Já Alain Monnier afirma que o tipo de Orfeu na América do Sul teria assumido outras formas, como as histórias em que a esposa é uma ninfa ou sereia, e a separação do mundo dos vivos e punição da quebra do tabu poderia aqui ser representada por uma inundação.
Hultkrantz afirma que o núcleo de origem do conto pode ter sido o relato de uma sessão xamanista que ocorreu de fato, o qual se difundiu há milênios. Ele afirmou em sua hipótese que inclusive haveria uma significação psicológica, em que o xamã teria tentado acessar a mulher de seu inconsciente. Porém Fritz Graf aponta que pouquíssimos registros recentes trazem o personagem masculino como um xamã e essa característica pode não ser relevante aos outros contextos culturais, como o dos gregos. Além da interpretação xamânica, centrada em Hultkrantz, há no espectro oposto a interpretação política da "tradição de Orfeu", exposta principalmente por Guy E. Swanson, de que na adaptação da sociedade ao ambiente haveria dois papéis fundamentais: a liderança de trabalho, confiada aos homens, e a direção socioemocional, confiada às mulheres. Nessa perspectiva, Orfeu representaria a direção do trabalho, enquanto a Eurídice fora delegada a direção socioemocional, de maneira que o conto teria utilidade em reviver a unidade interna desses dois papéis quando a sociedade estivesse em perigo de desunião. Estatisticamente, a maioria das sociedades nas quais se encontra a tradição de Orfeu possuem essa organização social e política. Há, porém, exceções.
Há ainda outras possibilidades interpretativas, como na teoria estruturalista do mito de Lévi-Strauss, em que podem ser analisadas as antíteses binárias e paralelismos estruturais que se permutam no conto, tais como entre cultura e natureza; mundo e submundo; Eurídice e Perséfone; Orfeu e Deméter; mel e sangue menstrual. Lévi-Strauss motivou uma nova tendência na antropologia de grande impacto, e nela propôs a reexaminação do conto de Orfeu e Eurídice em conjunção com os mitos latino-americanos da "garota enlouquecida por mel". O contexto etnográfico, que associava simbolicamente as abelhas à pureza e exigência de castidade e fidelidade dos apicultores, explicaria a ligação entre a violação sexual de Aristeu na perseguição de Eurídice no mito grego e o desaparecimento das abelhas. As abelhas e o mel eram atreladas no contexto europeu à transformação do homem em civilizado e há, assim, na mitologia um contraste entre a civilização e a selvageria. Orfeu se enquadra nesta última por ser excessivamente "meloso", a ponto de exceder em seus impulsos de seduzir a própria esposa. Há afinidade entre o conto de Orfeu e Eurídice e o complexo mítico da América Latina que indica desvios do casamento associados ao símbolo do mel, mas Marcel Detienne defende analisar o contexto greco-romano antes de levantar considerações sobre estruturas universais do mundo que se refletiriam de forma imanente à mente ou uma possível herança paleolítica. Há também a hipótese levantada por Monnier de que há um paralelismo entre o intercâmbio de homens e mulheres e o intercâmbio de vivos e mortos, em que, naqueles contextos culturais com o motivo de Orfeu, ambos grupos eram vistos como exigindo um certo distanciamento, em analogia à proibição do incesto.

## Recontagens

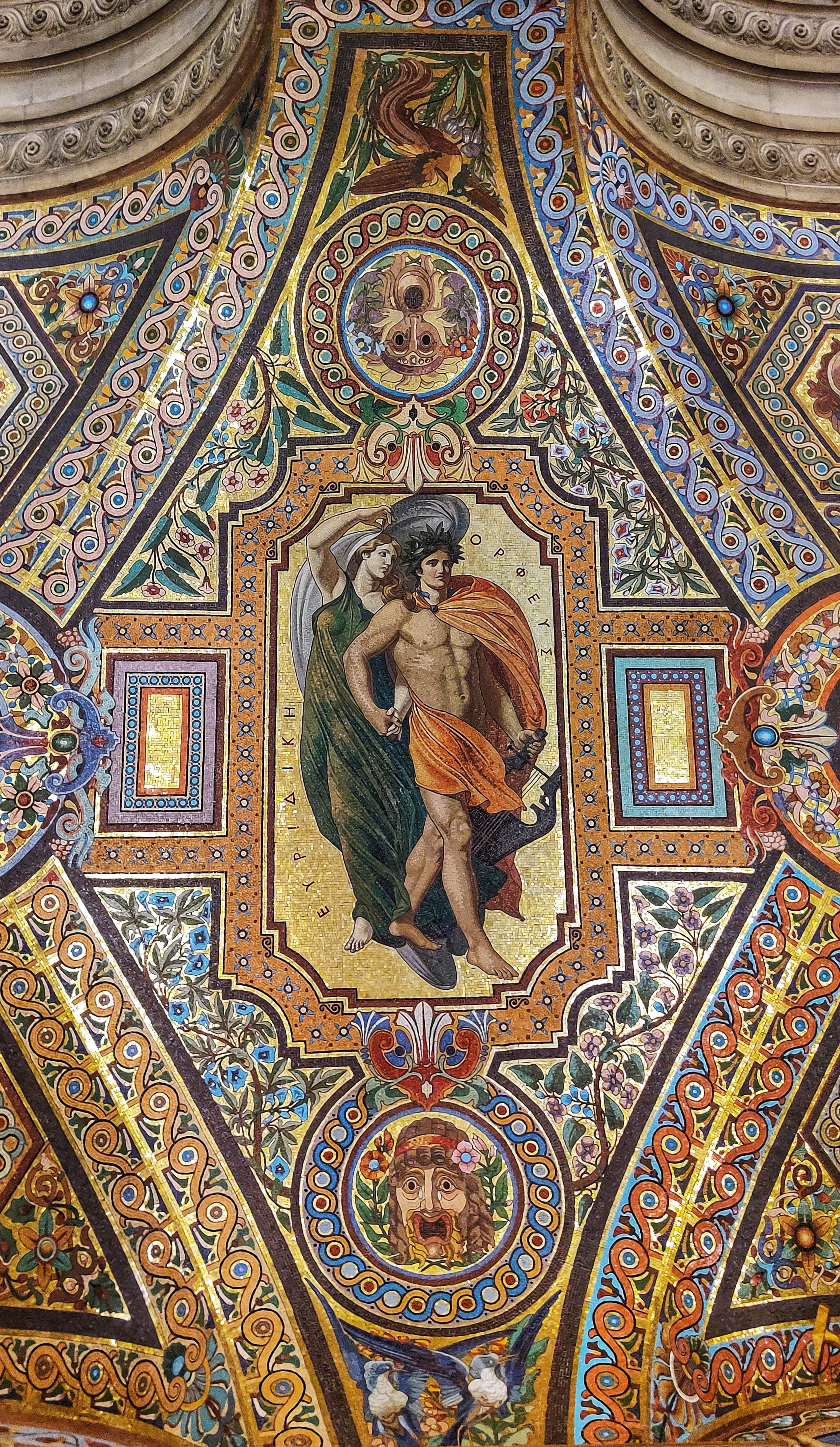
Orfeu e Eurídice no Palais Garnier, Paris. Seus nomes estão em grego, ΟΡΦΕΥΣ (Orfeu) e ΕΥΡΥΔΙΚΗ (Eurídice).

### Literatura
- O episódio da Morte de Eurídice que ocorre no Livro IV das Geórgicas de Virgílio (29 a.C.) e no Livro X das Metamorfoses de Ovídio (8 d.C.)
- O poema "Orfeu e Eurídice" em A Consolação da Filosofia de Boécio (523 d.C.)
- Sir Orfeo, um poema narrativo anônimo (c. final do século XIII ou início do século XIV)
- The Tale of Orpheus and Erudices his Quene, um poema de Robert Henryson (c. 1470)
- "Orfeu. Eurídice. Hermes", poema de Rainer Maria Rilke (1907)
- Sonetos a Orfeu, sequência de sonetos alusivos do poeta Rainer Maria Rilke (1922)
- A Canção de Orfeu, parte do volume 6 (Fábulas e Reflexões) do Sandman de Neil Gaiman (1990)

### Filmes e teatro
- O chão sob seus pés, romance de Salman Rushdie (1999)

- A Trilogia Órfica, uma série de filmes de Jean Cocteau (1930–1959)
- Eurídice, peça de Jean Anouilh (1941)
- Orfeu da Conceição, peça de Vinicius de Moraes (1956)
- Orfeu Descending, peça de Tennessee Williams (1957)
- Orfeu Negro, filme de Marcel Camus (1959)
- Evrydiki BA 2O37, filme dirigido por Nikos Nikolaidis (1975)
- What Dreams May Come, filme de Vincent Ward (1998)
- Orfeu, filme de Cacá Diegues (1999)
- Moulin Rouge! , um filme de Baz Luhrmann (2001)
- Hadestown, uma expansão da ópera folclórica de Anaïs Mitchell, dirigida por Rachel Chavkin, que estreou no New York Theatre Workshop em 2016 antes de ser transferida para a Broadway em 2019. (2017)
- Paris 05:59: Théo & Hugo, filme francês (2016) de Olivier Ducastel e Jacques Martineau, queerando o mito
- Retrato de uma senhora em chamas, filme de Céline Sciamma (2019) que usa o mito como fio condutor
- La chimera (2023) um filme de Alice Rohrwacher, estrelado por Josh O'Connor e Isabella Rosselini.

### Música e balé
- Euridice, por Jacopo Peri e Giulio Caccini com libretista Ottavio Rinuccini (1600)
- L'Orfeo, a primeira ópera de Monteverdi (1607)
- Orfeo, Luigi Rossi (1647)
- Orpheus, ópera por Georg Philipp Telemann (1726)
- Orpheus and Euridice, uma ode de William Hayes (1735)
- Orfeo ed Euridice, Christoph Willibald Gluck (1762)
- Orfeo ed Euridice, an opera by Ferdinando Bertoni (1776)
- L'anima del filosofo, ossia Orfeo ed Euridice, por Joseph Haydn (1791)
- Orphée aux enfers, uma opereta por Jacques Offenbach (1858)